# Boi Aruá
Boi Aruá (1984) é um longa-metragem de animação brasileiro, dirigido por Chico Liberato. O filme é baseado no livro O Boi Aruá de Luís Jardim. A estética do filme é inspirada na xilogravura de literatura de cordel, conta a história de um fazendeiro cujo poder é desafiado sete vezes pela extraordinária aparição de um boi misterioso, o Boi Aruá.
A orquestração de Ernst Widmer acompanha a inventividade do contexto e, ao escutar a música de Elomar na segunda metade do filme, tudo faz sentido. 

## Enredo
O enredo conta a história de um vaidoso e austero vaqueiro (Tibúrcio), que cisma em capturar um boi selvagem e encantado (Aruá). O desejo de laçar o boi mandinguento se torna uma obsessão que diz muito sobre a personagem, comparável à raiva do Capitão Ahab em pescar a sua Moby Dick. O boi é metamórfico - ora é um simples animal, ora uma espécie de Exu, ora vira uma constelação, ora é o próprio vaqueiro. No curso da história, a verdadeira natureza do Boi se revela ao vaqueiro Tibúrcio.